# Videoconsolas de octava generación
En la historia de los videojuegos, la octava generación de videoconsolas es un término que describe la generación de consolas de videojuegos que sucede a la séptima generación. PlayStation 4 de Sony, Wii U de Nintendo y Xbox One de Microsoft también se incluyen las unidades de juegos portátiles lanzado en el marco de tiempo similar e incluso debutan algunas compañías con una nueva consola de videojuegos.

## Visión general
Lo destacable de esta generación es el uso de internet como eje central de la funcionalidad de las consolas, esto convertidos en centros de comunicación juntando en un único aparato las funciones de sistema de juegos y bazar de venta de películas, series de TV y otros contenidos desde la propia consola.
Ya en la anterior y nueva generación el precio de los videojuegos creció exponencialmente hasta los 70 dólares estadounidenses o más, mientras que por lado de los teléfonos inteligentes y tabletas, los videojuegos con precios de uno o dos dólares son inmensamente populares y parte de la cultura popular (como Angry Birds y Temple Run). Los videojuegos de consolas con sus precios altos están enfrentados en una dura competencia en rentabilidad económica con los juegos móviles.
Aunque las generaciones anteriores de videoconsolas normalmente se han sucedido en ciclos de cinco años, la transición de la séptima a la octava generación ha durado más de seis años. La transición es igual de inusual en que la consola de la anterior generación que tuvo más ventas, la Wii, es la primera en tener sucesora. Tanto Microsoft como Sony han tardado más años para buscar su próxima versión de consolas, pues consideran que su actual séptima generación solo cumplió una parte de un ciclo de vida de diez años. Esto lo atribuyeron, entre otras cosas,  a que la incorporación de los controladores basados en movimiento como Kinect y PlayStation Move han alargado la vida útil de estas consolas.

## Historia
La octava generación comienza con el lanzamiento de Nintendo 3DS, el 25 de febrero de 2011, seguido después por el de PlayStation Vita de Sony, que fue lanzada el 17 de diciembre del mismo año y la revisión de la anterior Nintendo 3DS, Nintendo 3DS XL. Oficialmente la octava generación de consolas inició el 18 de noviembre de 2012 cuando Nintendo sacó a la venta Wii U debido a que esta es la primera consola de sobremesa de la octava generación.
Nintendo anunció la sucesora de su consola de sobremesa, la Wii U el 18 de noviembre de 2012. Una segunda consola de sobremesa, Ouya, fue anunciada. Será la primera videoconsola de Android y salió a la venta en 2013. En un Nintendo Direct japonés en agosto de 2014, se anunció una nueva revisión de la Nintendo 3DS, New Nintendo 3DS, con múltiples mejoras, incluyendo compatibilidad con las figuras Amiibo.
La Switch fue anunciada el 17 de marzo de 2015 en una conferencia de prensa para anunciar una colaboración entre Nintendo y DeNA.
El 27 de abril de 2016 Nintendo anunció su intención de lanzarla en marzo de 2017, pero también se informó que la consola no sería mostrada en el E3 de 2016, siendo presentada más tarde en ese mismo año.

## Consolas de sobremesa

### Wii U
El CEO de Nintendo of América, Reggie Fils-Aime, dijo que el lanzamiento de la próxima generación de Nintendo sería determinado por el continuo éxito de la Wii. Nintendo anunció la sucesora de la Wii, a la que llamaron oficialmente Wii U en el E3 2011 el 7 de junio de 2011. La consola fue lanzada el 18 de noviembre de 2012 en Norteamérica, el 30 de noviembre en España y 8 de diciembre en Japón.http://www.nintendo.com/wiiu.
El controlador principal de la Wii U cuenta con una pantalla táctil incorporada que funciona como una pantalla interactiva auxiliar de manera similar a la Nintendo DS/3DS, o incluso como la pantalla principal en sí, permitiendo que los juegos sean utilizados sin la necesidad de una pantalla extra conectada a la consola. También es compatible con el controlador estándar de su predecesor, el mando de Wii y su versión mejorada, el Wii MotionPlus, junto con todos sus periféricos incluyendo la Wii Balance Board.
Además, junto al Super Smash Bros. para Nintendo 3DS y Wii U fueron lanzados otros accesorios de Wii U, los amiibo, se pueden reconocer en el punto de contanto del gamepad, compatibles en Mario Kart 8, Super Smash Bros, Hyrule Warriors y Yoshi's Woolly World, Kirby y el pincel arcoíris, Mario Party 10, entre otros, también son compatibles en 3DS.
Es la primera videoconsola en cesar su producción en esta generación, su descontinuación se produjo el 31 de enero de 2017.

### PlayStation 4
PlayStation 4 (プレイステーション4 Pureisutēshon Fō, oficialmente abreviada como PS4) es la cuarta videoconsola del modelo PlayStation de Sony Computer Entertainment. Forma parte de las videoconsolas de octava generación. Fue anunciada el 20 de febrero de 2013, sin embargo el 10 de junio se presentó el diseño de la consola en el E3 2013. Es la sucesora de la PlayStation 3 y compite con la Wii U de Nintendo y con la nueva consola de Microsoft, la Xbox One. Su lanzamiento fue anunciado el día 20 de septiembre de 2013 en la conferencia de prensa que Sony realizó en la Gamescom 2013 celebrada en la ciudad de Colonia, Alemania; la nueva PS4 estuvo disponible en más de 32 países, a partir del 15 de noviembre en Norteamérica y en Europa desde el 29 de noviembre.
Alejándose de la arquitectura Cell usada por Sony en la generación anterior, la PlayStation 4 cuenta con un procesador AMD x86-64, diseñada para hacer más fácil el desarrollo de videojuegos en la consola de nueva generación, y atraer a un mayor número de desarrolladores. Estos cambios ponen de manifiesto el esfuerzo de Sony para mejorar las lecciones aprendidas durante el desarrollo, la producción y el lanzamiento de la PS3. Otras características de hardware notables de la PS4 es que incluyen 8 GB de memoria unificada en forma de GDDR5, una unidad de disco Blu-ray más rápido, y los chips propietarios dedicados a tareas de procesamiento de audio, vídeo y de fondo. Entre las nuevas aplicaciones y servicios, Sony planea lanzar la aplicación PlayStation App, permitiendo a los que tengan un PS4 convertir los teléfonos inteligentes (Smartphones) y las tabletas en una segunda pantalla para mejorar la jugabilidad. La compañía también planea debutar con Gaikai, un servicio de juego basado en la nube que aloja contenidos y juegos descargables. Mediante la incorporación del botón "compartir" en el nuevo controlador hará que sea posible ver el juego en el juego transmitido en vivo de los amigos, Sony planea colocar más énfasis en el juego social. La PS4 cuenta actualmente con la versión de software 7.50

### Xbox One
El 21 de mayo de 2013, Microsoft anunció la Xbox One en un evento en Redmond, Washington. Dicha consola se enfoca en el entretenimiento, incluida la capacidad de pasar la programación de televisión desde un decodificador a través de HDMI y usar una guía de programación electrónica incorporada, y la capacidad de realizar múltiples tareas en la computadora al conectar aplicaciones (como Skype e Internet Explorer) al lado de la pantalla, de manera similar a Windows 8. El controlador tiene «Impulse Triggers» que brindan retroalimentación de la tecnología háptica y la capacidad de grabar y guardar automáticamente los aspectos más destacados del juego. Se desarrolló una versión actualizada de Kinect con una cámara de 1080p y controles de voz ampliados. Originalmente incluido con la consola, se ha excluido desde entonces.
La Xbox One se lanzó en Norteamérica, Europa y Australia el 22 de noviembre de 2013, a un precio de lanzamiento de US$499.99, €499 and A$599 respectivamente con Japón, y luego se lanzó en otros 26 mercados en 2014. Tenía dos actualizaciones de generación media, una opción más barata lanzada en 2016 llamada Xbox One S, y la otra llamada Xbox One X que agregó juegos 4K. Microsoft afirmó que la Xbox One X era la «consola más poderosa del mundo» y un 40% más poderosa que cualquier otra consola en el momento de su lanzamiento.
El modelo original de la consola fue descontinuado el 27 de agosto de 2017, y sus modelos sucesores, el Xbox One X y la versión digital del Xbox One S respectivamente, cesaron su producción el 16 de julio de 2020. El Xbox One S original continuó fabricándose hasta el 13 de enero de 2022.

### Comparación
| Nombre                 | Nombre                                             | Wii U | PlayStation 4/PlayStation 4 Slim | PlayStation 4 Pro | Xbox One/ | Xbox One S | xbox One X |
| ---------------------- | -------------------------------------------------- | --- | --- | --- | --- | --- | --- |
| Logo                   |                                                    | | | | | | |
| Consola                |                                                    | | | | | | |
| Nombre del producto    | Nombre del producto                                | - WUP-001: 8 GB Modelo - WUP-101 - 32 GB Modelo | - CUH-10xxA Original - CUH-20xxA Slim las x son un número variable que depende del color, capacidad, revisión de la motherboard y edición especial o normal                         | CUH-70xx Pro las x son un número variable que depende del color, capacidad, revisión de la motherboard y edición especial o normal                                                  | - Durango : Xbox One (2013-2015) - Silverton: Xbox One (2015-2016)                                                                                               | Edmonton: Xbox One S (2016-2020) | Scorpio: Xbox One x (2017-2020) |
| Fechas de lanzamiento  | Fechas de lanzamiento                              | - JP 8 de diciembre de 2012 - NA 18 de noviembre de 2012 - EU 30 de noviembre de 2012 - AUS 30 de noviembre de 2012 | - JP 22 de febrero de 2014 - NA 15 de noviembre de 2013 - EU 29 de noviembre de 2013 - AUS 15 de noviembre de 2013                                                                  | - INT 10 de noviembre de 2016 | - JP 4 de septiembre de 2014 - NA 22 de noviembre de 2013 - EU 22 de noviembre de 2013 (solo en algunos países) - AUS 22 de noviembre de 2013                    | - JP 24 de noviembre de 2016 - NA 2 de agosto de 2016 (solo en algunos países) - EU 2 de agosto de 2016 (solo en algunos países) - AUS 2 de agosto de 2016 - INT 16 de abril de 2019 (Edición digital) | - INT 7 de noviembre de 2017 |
| Precio                 | Precio                                             | Modelo premium - US$ 300 Modelo estándar - US$ 249 | Modelo inicial - US$ 399 - €399 - £349 - A$549 | US$399.00 | Modelo inicial - US$499 - €499 - £429 - A$599 | | |
| Unidades vendidas      | Unidades vendidas                                  | Todo el mundo: 13 560 000 unidades (al 31 de diciembre de 2018) | Todo el mundo: 106 000 000 unidades (al 31 de diciembre de 2019) | Todo el mundo: 106 000 000 unidades (al 31 de diciembre de 2019) | Todo el mundo: 46 900 000 unidades (estimado al 30 de junio de 2020)                                                                                             | | |
| Almacenamiento         | Disco óptico                                       | Wii U Optical Disc 25 GB (única capa), Wii Optical Disc | Blu-ray, (25/50 GB) (6x CAV) | Blu-ray, (25/50 GB) (6x CAV) | Blu-ray, (solo en Xbox One S y Xbox One X) (25/50/66/100 GB) | Blu-ray, (solo en Xbox One S y Xbox One X) (25/50/66/100 GB) | Blu-ray, (solo en Xbox One S y Xbox One X) (25/50/66/100 GB) |
| Almacenamiento         | Disco óptico                                       | Wii Optical Disc | DVD, CD | DVD, CD | DVD, CD Blu-ray 4K | DVD, CD Blu-ray 4K | DVD, CD Blu-ray 4K |
| Almacenamiento         | estado solido                                      | Memoria flash interna, la consola posee 8Gb de memoria en la versión normal y 32 GB en la versión prémium Permite discos duros externos USB de hasta 2 TB | Disco Duro 500GB (reemplazable) Permite discos duros externos USB | Disco Duro 500GB (reemplazable) Permite discos duros externos USB | Disco Duro 500GB (no-reemplazable) Permite discos duros externos USB                                                                                             | Disco Duro 500GB (no-reemplazable) Permite discos duros externos USB | Disco Duro 500GB (no-reemplazable) Permite discos duros externos USB                                                                                             |
| Almacenamiento         | bloqueo regional                                   | Sí | Parcial Solo el contenido descargable está bloqueado por región | Parcial Solo el contenido descargable está bloqueado por región | No | No | |
| CPU                    | Type                                               | Tri-Core IBM PowerPC Espresso | Octa-core AMD Jaguar-based | Octa-core AMD Jaguar-based | Octa-core AMD Jaguar-based | Octa-core AMD Jaguar-based | Octa-core AMD Jaguar-based |
| CPU                    | ISA                                                | PowerPC | x86-64 | x86-64 | x86-64 | x86-64 | x86-64 |
| CPU                    | Clock speed                                        | 1.24 GHz | 1.60 GHz | 2.13 GHz | 1.75 GHz | 1.75 GHz | 2.30 GHz |
| CPU                    | L1 cache                                           | 192 kB | 512 kB | 512 kB | 512 kB | 512 kB | 512 kB |
| CPU                    | L2 cache                                           | 3 MB | 4 MB | 4 MB | 4 MB | 4 MB | 4 MB |
| CPU                    | L3 cache                                           | 32 MB eDRAM @ 550 MHz (256 GB/s) | No | No | 32 MB eSRAM @ 853 MHz (204 GB/s) | 32 MB eSRAM @ 853 MHz (204 GB/s) | 32 MB eSRAM @ 914 MHz (219 GB/s) |
| CPU                    | L3 cache                                           | 3 MB eSRAM | No | No | 32 MB eSRAM @ 853 MHz (204 GB/s) | 32 MB eSRAM @ 853 MHz (204 GB/s) | 32 MB eSRAM @ 914 MHz (219 GB/s) |
| CPU                    | Proceseso                                          | 45 nm | 28 nm | 16 nm | 28nm | 28nm | 16 nm |
| CPU                    | Secondary                                          | ARM9 processor (for background tasks) | ARM processor (for background tasks) | ARM processor (for background tasks) | No | No | No |
| GPU                    | GPU                                                | AMD Radeon-based "Latte" | AMD Radeon-based "Liverpool" | AMD Radeon-based "Neo" | AMD Radeon-based "Durango" | AMD Radeon-based "Durango" | AMD Radeon-based "Scorpio Engine" |
| GPU                    | Clock speed                                        | 550 MHz | 800 MHz | 911 MHz | 853 MHz | 853 MHz | 1,172 MHz |
| GPU                    | Stream processors                                  | 320 | 1152 | 2304 | 768 | 768 | 2560 |
| GPU                    | TFLOP/s                                            | 0.352 | 1.843 | 1.198 | 1.310 | 1.310 | 6.001 |
| GPU                    | TMUs                                               | 16 | 72 | 72 | 48 | 48 | 160 |
| GPU                    | Texture rate                                       | 8.8 GTexel/s | 57.6 GTexel/s | 131.2 GTexel/s | 40.9 GTexel/s | 40.9 GTexel/s | 187.5 GTexel/s |
| GPU                    | ROPs                                               | 8 | 32 | 32 | 16 | 16 | 32 |
| GPU                    | Pixel rate                                         | 4.4 GPixel/s | 25.6 GPixel/s | 58.30 GPixel/s | 13.6 GPixel/s | 13.6 GPixel/s | 37.5 GPixel/s |
| GPU                    | Compute units                                      | 5 | 18 | 36 | 12 | 12 | 40 |
| GPU                    | Process                                            | 40 nm | 28 nm | 16 nm | 28 nm | 28 nm | 16 nm |
| GPU                    | Vídeo                                              | * 1080p, 1080i, 720p, 480p o 480i, estándar 4:3 y 16:9 Pantalla ancha anamórfica - El puerto analógico AV se compone de: Vídeo compuesto YPBPR Componentes de vídeo S-Video (NTSC consolas solamente) RGB SCART (PAL consolas solamente) D-Terminal (Japón solamente) - Puerto de salida HDMI                            | * Resolución 1080p, 1080i, 720p, 4K (PlayStation Pro) - Puerto de salida HDMI | * Resolución 1080p, 1080i, 720p, 4K (PlayStation Pro) - Puerto de salida HDMI | - Resolución 1080p, 1080i, 720p, 4K (Xbox One X Y Xbox One S) (Xbox One S solamente reproduce Multimedia en 4K) - Puerto de salida HDMI - Puerto de entrada HDMI | - Resolución 1080p, 1080i, 720p, 4K (Xbox One X Y Xbox One S) (Xbox One S solamente reproduce Multimedia en 4K) - Puerto de salida HDMI - Puerto de entrada HDMI                                       | - Resolución 1080p, 1080i, 720p, 4K (Xbox One X Y Xbox One S) (Xbox One S solamente reproduce Multimedia en 4K) - Puerto de salida HDMI - Puerto de entrada HDMI |
| Memoria RAM            | Memoria RAM                                        | 2 GB DDR3 SDRAM | 8 GB GDDR5 SDRAM | 8 GB GDDR5 SDRAM | 8 GB DDR3 SDRAM | 8 GB DDR3 SDRAM | 12 GB GDDR5 SDRAM |
| Audio                  | Audio                                              | - Salida estéreo analógica vía "puerto AV" - Salida lineal de seis canales vía HDMI PCM | - Salida lineal de seis canales vía HDMI PCM | - Salida lineal de seis canales vía HDMI PCM | - Salida lineal de seis canales vía HDMI PCM | - Salida lineal de seis canales vía HDMI PCM | - Salida lineal de seis canales vía HDMI PCM |
| Network                | Wireless                                           | - 802.11 a/b/g/n Wi-Fi @ 2.4 GHz - 802.11n Wi-Fi @ 5.0 GHz | Playstation 4 802.11b/g/n Wi-Fi @ 2.4 GHz Playstation 4 Slim 802.11b/g/n/ac Wi-Fi @ 2.4 GHz                                                                                         | 802.11a/b/g/n/ac Wi-Fi 2.4 GHz/5 GHz | 802.11a/b/g/n dual-band Wi-Fi @ 2.4 GHz and 5.0 GHz | 802.11a/b/g/n/ac dual-band Wi-Fi @ 2.4 GHz and 5.0 GHz | 802.11a/b/g/n/ac dual-band Wi-Fi @ 2.4 GHz and 5.0 GHz |
| Network                | cableado                                           | Fast Ethernet | Gigabit Ethernet | Gigabit Ethernet | Gigabit Ethernet | Gigabit Ethernet | Gigabit Ethernet |
| Servicio en linea      | Soporte integrado 3DTV                             | Sí | Sí | Sí | Sí | Sí | Sí |
| Servicio en linea      | Grabación de vídeo interno                         | No (Previamente se podían guardar imágenes en Miiverse Antes del cierre del servicio) | Sí (FullHD@60Hz últimos 60 minutos, botón share dedicado para ello, no requiere membresía)                                                                                          | Sí (FullHD@60Hz últimos 60 minutos, botón share dedicado para ello, no requiere membresía)                                                                                          | Sí (HD@30Hz últimos 5 minutos, solo para miembros Gold) | Sí (HD@30Hz últimos 5 minutos, solo para miembros Gold) | Sí (HD@30Hz últimos 5 minutos, solo para miembros Gold) |
| Servicio en linea      | Revisiones del Hardware Del Sistema                | No | Sí PlayStation 4 Slim, Playstation 4 Pro | Sí PlayStation 4 Slim, Playstation 4 Pro | Sí Xbox One S, Xbox One X | Sí Xbox One S, Xbox One X | Sí Xbox One S, Xbox One X |
| Servicio en linea      | Almacenamiento en la nube                          | No | Sí | Sí | Sí | Sí | Sí |
| Retrocompatibilidad    | Retrocompatibilidad                                | nativa - Wii 'consola virtual' - NES - SNES - Nintendo DS - Turbografx 16 - Gameboy Advance - Nintendo 64 | PlayStation Store - PS1( solo algunos juegos) - PS2 ( solo algunos juegos) - PS3 (PS Now)                                                                                           | PlayStation Store - PS1( solo algunos juegos) - PS2 ( solo algunos juegos) - PS3 (PS Now)                                                                                           | Xbox Network - game pass - Xbox 360 - Xbox Original (formato físico y formato digital)(Mejora visualmente los títulos)                                           | Xbox Network - game pass - Xbox 360 - Xbox Original (formato físico y formato digital)(Mejora visualmente los títulos)                                                                                 | Xbox Network - game pass - Xbox 360 - Xbox Original (formato físico y formato digital)(Mejora visualmente los títulos)                                           |
| Segundas pantallas     | Segundas pantallas                                 | Wii U GamePad | PlayStation Vita, PlayStation App (Android, iOS), Uso a distancia de la PS4 PC (Microsoft Windows/Mac OS, disponible en una actualización).                                         | PlayStation Vita, PlayStation App (Android, iOS), Uso a distancia de la PS4 PC (Microsoft Windows/Mac OS, disponible en una actualización).                                         | SmartGlass | SmartGlass | SmartGlass |
| Servicios              | Suscripción online                                 | Nintendo Network (Gratuita) | PlayStation Plus, Playstation Now | PlayStation Plus, Playstation Now | Xbox Live, Xbox Game Pass | Xbox Live, Xbox Game Pass | Xbox Live, Xbox Game Pass |
| Servicios              | Streaming en directo de juegos                     | No | Sí | Sí | Sí | Sí | Sí |
| Servicios              | Bloqueo Regional                                   | Sí | No | No | No | No | No |
| Servicios              | Instalación obligatoria de juegos                  | No | Sí | Sí | Sí | Sí | Sí |
| Servicios              | Requiere conexión a Internet                       | No | No | No | Sí | Sí | Sí |
| Controles              | Controles                                          | - Wii U GamePad, - Wii U Pro Controller - Accesorios de Wii: - Wii Remote - Wii MotionPlus - Nunchuk - Wii Classic Controller - Wii Zapper - Wii Balance Board - GameCube Controller(Compatible solo con Super Smash Bros)                                                                                               | - PlayStation Move - PlayStation Camera - DualShock 4 - PlayStation Vita - Teléfono inteligente (solo para hacer gestiones, abrir la consola, descargar contenido o ser espectador) | - PlayStation Move - PlayStation Camera - DualShock 4 - PlayStation Vita - Teléfono inteligente (solo para hacer gestiones, abrir la consola, descargar contenido o ser espectador) | - Mando Xbox One - Mandó Elite Xbox One - Mando Xbox One S - Kinect 2.0 - Teléfono inteligente (solo para hacer gestiones)                                       | - Mando Xbox One - Mandó Elite Xbox One - Mando Xbox One S - Kinect 2.0 - Teléfono inteligente (solo para hacer gestiones)                                                                             | - Mando Xbox One - Mandó Elite Xbox One - Mando Xbox One S - Kinect 2.0 - Teléfono inteligente (solo para hacer gestiones)                                       |
| Controles              | Imagen                                             | | | | | | |
| Controles              | Sensores de movimiento / cámara / realidad virtual | | | | | | |
| Controles              | Accesorios (Por separado)                          | * Wii U Pro Controller - Base de recarga y soporte del Wii U GamePad - Soporte de Wii U - Set de accesorios del Wii U GamePad - Lápiz del Wii U GamePad (Grande) - Protector de pantalla del Wii U GamePad - Un paño - Micrófono de Wii U - Set complementario: - Mando de Wii Plus - Nunchuk - Barra de sensores de Wii | - DualShock 4 - PlayStation Move - PlayStation Camera - PlayStation VR | - DualShock 4 - PlayStation Move - PlayStation Camera - PlayStation VR | - Control Inalámbrico Xbox One - Xbox One Chat Headset - Kit Carga y Juega                                                                                       | - Control Inalámbrico Xbox One - Xbox One Chat Headset - Kit Carga y Juega | - Control Inalámbrico Xbox One - Xbox One Chat Headset - Kit Carga y Juega                                                                                       |
| Periféricos            | Periféricos                                        | - Secure Digital Lector de tarjetas SD (soporta tarjetas SDHC) - 4 USB 2.0 puertos USB 2.0 (2 frontales y 2 traseros) - Bluetooth - Puerto para barra sensora de Wii - Puerto "multi AV" - Salida HDMI 4.0 | - Bluetooth 2.1 - Salida HDMI - 2 Puertos USB 3.0 - Salida óptica | - Bluetooth 2.1 - Salida HDMI - 2 Puertos USB 3.0 - Salida óptica | - Wi-Fi Direct - 2 puertos HDMI, 1 de entrada y otro de salida - 3 puertos USB 3.0 - Puerto propietario (para el Kinect 2.0) - Salida óptica                     | - Wi-Fi Direct - 2 puertos HDMI, 1 de entrada y otro de salida - 3 puertos USB 3.0 - Puerto propietario (para el Kinect 2.0) - Salida óptica                                                           | - Wi-Fi Direct - 2 puertos HDMI, 1 de entrada y otro de salida - 3 puertos USB 3.0 - Puerto propietario (para el Kinect 2.0) - Salida óptica                     |
| Videojuego más vendido | Videojuego más vendido                             | - Anexo:Videojuegos más vendidos de la Wii U - Mario Kart 8 - 8,46 Millones | * Anexo:Videojuegos más vendidos de la PlayStation 4 - God of War (2018), 19.50 millones ( de febrero de 2022)                                                                      | * Anexo:Videojuegos más vendidos de la PlayStation 4 - God of War (2018), 19.50 millones ( de febrero de 2022)                                                                      | - Anexo:Videojuegos más vendidos de la Xbox One - PlayerUnknown's Battlegrounds, 8.00 millones (A partir de julio de 2018)                                       | - Anexo:Videojuegos más vendidos de la Xbox One - PlayerUnknown's Battlegrounds, 8.00 millones (A partir de julio de 2018)                                                                             | - Anexo:Videojuegos más vendidos de la Xbox One - PlayerUnknown's Battlegrounds, 8.00 millones (A partir de julio de 2018)                                       |
| Lista de juegos        | Lista de juegos                                    | Videojuegos para Wii U | Videojuegos para PlayStation 4 | Videojuegos para PlayStation 4 | Videojuegos para Xbox One | Videojuegos para Xbox One | Videojuegos para Xbox One |
| OS                     | OS                                                 | Wii U system software | PlayStation 4 system software | PlayStation 4 system software | Xbox One system software | Xbox One system software | Xbox One system software |

- Al final Microsoft decidió retirar la gran mayoría de DRM. Aceptará juegos usados que se podrán prestar o intercambiar a voluntad. Ahora ya no será necesario disponer de conexión a Internet cada 24 horas, solo será requerida para el arrancado de la consola.

## Consolas portátiles

### Familia Nintendo 3DS

#### Nintendo 3DS
La Nintendo 3DS es una videoconsola portátil producida por Nintendo. Es la sucesora de la Nintendo DS. El dispositivo autoestereoscópico es capaz de proyectar visión 3D estereoscópica sin necesidad de utilizar gafas o cualquier otro accesorio adicional. La Nintendo 3DS ofrece retrocompatibilidad con el software de Nintendo DS, incluyendo Nintendo DSi. Nintendo dio a conocer oficialmente la consola en el E3 en marzo de 2010, invitando a los asistentes a utilizar las unidades de demostración. La consola continúa el éxito de la serie portátil Nintendo DS, cuya principal competidora fue PlayStation Portable de Sony, y cuya actual competidora es la PlayStation Vita, de la misma compañía. SNK también anunció el 16 de marzo de 2012 su nueva consola portátil Neo-Geo X.

#### Nintendo 3DS XL
La Nintendo 3DS XL es una consola portátil desarrollada por Nintendo para mejorar la experiencia de juego obtenida por Nintendo 3DS. Fue anunciada el 21 de junio de 2012 durante la conferencia de Nintendo Direct y su lanzamiento está previsto para el 28 de julio de 2012 en Europa y Japón (¥18,900). Su lanzamiento en Norteamérica será el 19 de agosto de 2012, e incluye el juego New Super Mario Bros. 2 por $199.99, se mantendrá la misma resolución que en el anterior modelo, no traerá novedades en cuanto a software y no incluirá un segundo botón deslizante, por eso es que traerá un botón deslizante pro especial para su tamaño. Incluirá mejoras en la duración de la batería, que pasa de entre 3 y 5 horas, a entre 3,5 y 6,5 horas.

#### Nintendo 2DS
Nintendo 2DS es una revisión de la consola Nintendo 3DS, pensada para los usuarios con problemas al 3D. Anunciada el miércoles 28 de agosto de 20134 y perteneciente a la familia de la misma. Conserva las mismas funciones y especificaciones que esta, salvo que no reproduce los videojuegos en el efecto 3D, sino en 2D, de ahí su nombre, 2DS. Conserva el tamaño de pantallas de Nintendo 3DS.

#### New Nintendo 3DS
Es una nueva revisión de Nintendo 3DS anunciada en el 2014, con novedades interesantes, en especial la compatibilidad con Amiibo, mientras modelos anteriores necesitarían un periférico independiente.

#### New Nintendo 3DS XL
Es una nueva revisión de Nintendo 3DS XL anunciada en el 2014, con novedades interesantes, en especial la compatibilidad con Amiibo, mientras modelos anteriores necesitarían un periférico independiente.

#### New Nintendo 2DS XL
Al igual que el New Nintendo 3DS, este es un rediseño del Nintendo 2DS, el cual tiene nuevas funciones como poder cerrarse, añadir el nuevo periférico y los nuevo gatillos ZL y ZR, también tiene compatibilidad con Amiibo, pero como tradición, no tiene 3D.

### PlayStation Vita
PlayStation Vita es una consola portátil de videojuegos desarrollada por Sony Computer Entertainment. Es la sucesora de PlayStation Portable en la línea PlayStation. Fue lanzada en Japón y partes de Asia el 17 de diciembre de 2011 Y fue lanzada en Europa y Norteamérica el 22 de febrero de 2012.
La portátil incluye dos joysticks, pantalla AMOLEDde 12,7 cm, multitáctil, y soporte para Bluetooth, Wi-Fi y opcionalmente 3G. Internamente, la Vita cuenta con un procesador de 4 núcleos ARM Cortex-A9 MPCore y una unidad de procesamiento gráfico con otros 4 núcleos SGX543MP4+, así como el software LiveArea como interfaz de usuario principal, que sucede a la XrossMediaBar, presente en la PSP y PS3.
El dispositivo es compatible con los juegos de PlayStation Portable lanzados en PlayStation Network a través de PlayStation Store. Como sea, los clásicos de PlayStation Uno/TurboGrafx-16 títulos no serán compatibles en el estreno.(Japón). Los dos joysticks analógicos de la Vita serán utilizados en determinados juegos de PSP. Los gráficos para las versiones de PSP serán reescalados con un filtro de suavizado para reducir la pixelación.

### Comparación
|                            | Nintendo 3DS/Nintendo 3DS XL-ll/ Nintendo 2ds | Nintendo 3DS/Nintendo 3DS XL-ll/ Nintendo 2ds | new Nintendo 3ds xl-ll / new Nintendo 2ds XL-ll | Nintendo Switch Lite | PlayStation Vita |
| -------------------------- | --- | --- | --- | --- | --- |
| Consola                    | | | | | |
|                            | | | | | |
| Nombre del producto        | - CTR-001: Nintendo 3DS (2011-2014) - SPR-001: Nintendo 3DS XL (2012-2015) | FTR-001: Nintendo 2DS (2013-2017?) | - RED-001: New Nintendo 3DS XL (2014-2019) - KTR-001 New Nintendo 3DS (2014-2017) - JAN-001 New Nintendo 2DS XL (2017-2020) | HDH-001 | |
| Fechas de salida           | - Nintendo 3DS: - JP 26 de febrero de 2011 - NA 27 de marzo de 2011 - EU 25 de marzo de 2011 - AUS 31 de marzo de 2011 - Nintendo 3DS XL: - JP 28 de julio de 2012 - KR 20 de septiembre de 2012 - NA 19 de agosto de 2012 - EU 28 de julio de 2012 - AUS 23 de agosto de 2012 | - Nintendo 2DS: - JP 27 de febrero de 2016 - KR Diciembre 2013 - NA 12 de octubre de 2013 - EU 12 de octubre de 2013 - AUS 12 de octubre de 2013 | - New Nintendo 3DS: - JP 11 de octubre de 2014 - AUS 20 de noviembre de 2014 - EU 6 de enero de 2015 (Edición de embajador) - EU 13 de febrero de 2015 (general) - NA 25 de septiembre de 2015 - New Nintendo 3DS XL: - JP 11 de octubre de 2014 - NA 13 de febrero de 2015 - EU 13 de febrero de 2015 - AUS 20 de noviembre de 2014 - New Nintendo 2DS XL: - JP 13 de julio de 2017 - NA 28 de julio de 2017 - EU 28 de julio de 2017 - AUS 15 de junio de 2017 | - INT 20 de septiembre de 2019 | - PCH-1000: - JP 17 de diciembre de 2011 - NA 22 de febrero de 2012 - EU 22 de febrero de 2012 - PCH-2000: - JP 10 de octubre de 2013 - NA 6 de mayo de 2014 - EU 7 de febrero de 2014                                                                         |
| Discontinuado              | Nintendo 3DS / Nintendo 3DS XL: 5 de enero del 2015 | Nintendo 2DS : 17 de septiembre de 2020 | - New Nintendo 3DS: Julio 2017 - New Nintendo 3DS XL: 25 de julio de 2019 - Nintendo 2DS / New Nintendo 2DS XL: 17 de septiembre de 2020 | En producción | 1 de marzo de 2019 |
| Precios de lanzamiento     | Spot Pass, Street Pass y Wi-Fi incluido ¥25.000 US$249,99 £/€, establecido por los minoristas, por lo general alrededor de 149,99€ / £230 A$349,95 18.900 25.000 | Spot Pass, Street Pass y Wi-Fi incluido ¥25.000 US$249,99 £/€, establecido por los minoristas, por lo general alrededor de 149,99€ / £230 A$349,95 18.900 25.000 | Spot Pass, Street Pass y Wi-Fi incluido ¥25.000 US$249,99 £/€, establecido por los minoristas, por lo general alrededor de 149,99€ / £230 A$349,95 18.900 25.000 | 199,99$ | $149/€149/¥15.980 - Wi-Fi $189/€189/¥19.980 - Wi-Fi+3G |
| Precios actuales           | ¥15.000 (para 11 de agosto de 2011) US$169,99 (12 de agosto de 2011) £/€ - establecido por los minoristas, por lo general alrededor de 349,99€ A$249,99 (12 de agosto de 2011) | ¥15.000 (para 11 de agosto de 2011) US$169,99 (12 de agosto de 2011) £/€ - establecido por los minoristas, por lo general alrededor de 349,99€ A$249,99 (12 de agosto de 2011) | ¥15.000 (para 11 de agosto de 2011) US$169,99 (12 de agosto de 2011) £/€ - establecido por los minoristas, por lo general alrededor de 349,99€ A$249,99 (12 de agosto de 2011) | 237$ | ¥24.980 - Wi-Fi ¥29.980 - Wi-Fi+3G |
| Unidades vendidas          | 75.94 millones (31 de marzo de 2022) | 75.94 millones (31 de marzo de 2022) | 75.94 millones (31 de marzo de 2022) | 20,40 millones (al 31 de diciembre de 2022) | Todo el mundo: 14,03 millones de consolas(2016) |
| juego más vendido          | Mario Kart 7, 18.97 millón unidades (31 de marzo de 2022) | Mario Kart 7, 18.97 millón unidades (31 de marzo de 2022) | Mario Kart 7, 18.97 millón unidades (31 de marzo de 2022) | Mario Kart 8 Deluxe, 45,33 millones de unidades (al 31 de marzo de 2022) | Uncharted: Golden Abyss, 500,000 unidades (3 de junio de 2012) |
| juego más vendido          | juegos más vendidos de 3DS | juegos más vendidos de 3DS | juegos más vendidos de 3DS | juegos más vendidos Nintendo Switch | juegos más vendidos de la psvita |
| Peso                       | 3DS: 235 g 3DS XL: 336 g | 2DS: 260 g | New 3DS: 253 g New 3DS XL: 329 g New 2DS XL: 260 g | 280 g | Wi-Fi: 260 g Wi-Fi + 3G: 279 g PCH-2000: 219 g |
| Dimensiones                | 134 mm (5,3 plg) W 74 mm (2,9 plg) D 21 mm (0,8 plg) H | 134 mm (5,3 plg) W 74 mm (2,9 plg) D 21 mm (0,8 plg) H | 134 mm (5,3 plg) W 74 mm (2,9 plg) D 21 mm (0,8 plg) H | - Ancho: 208 mm - Profundidad: 91 mm - Altura: 14 mm | 182 mm (7,2 plg) W 83,55 mm (3,3 plg) D 18,6 mm (0,7 plg) H |
| Medios                     | - Nintendo 3DS Game Card ( 1 – 8 GB) - Nintendo DS Game Card ( 8 – 512 MB) - Distribución digital | - Nintendo 3DS Game Card ( 1 – 8 GB) - Nintendo DS Game Card ( 8 – 512 MB) - Distribución digital | - Nintendo 3DS Game Card ( 1 – 8 GB) - Nintendo DS Game Card ( 8 – 512 MB) - Distribución digital | Nintendo Switch Game Card (1–64 GB) | PlayStation Vita Game Card (4-8 GB) Distribución digital |
| CPU                        | 3DS/3DS XL/2DS: Dual-core ARM11 MPCore @ 266 MHz & Dual-core VFP Co-Procesador | 3DS/3DS XL/2DS: Dual-core ARM11 MPCore @ 266 MHz & Dual-core VFP Co-Procesador | New 3DS/New 3DS XL/New 2DS XL: Quad-core ARM11 MPCore @ 804 MHz & Quad-core VFP Co-Procesador | Cortex-A57 Quad-core + Cortex-A53 Quad-core a 1,02 GHz | Quad-core, ARM Cortex-A9 MPCore a 444 MHz |
| GPU                        | DMP PICA200 a 133 MHz (466 MHz en New 3DS) | DMP PICA200 a 133 MHz (466 MHz en New 3DS) | DMP PICA200 a 133 MHz (466 MHz en New 3DS) | basada en Nvidia GM20B Maxwell | SGX543MP4+ (4 núcleos;)~ 111 - 222 MHz~ 133M polígonos |
| Memoria                    | 3DS/3DS XL/2DS: 128 MB FCRAM, 6 MB VRAM | 3DS/3DS XL/2DS: 128 MB FCRAM, 6 MB VRAM | New 3DS/New 3DS XL/New 2DS XL: 256 MB FCRAM, 10 MB VRAM | 4 GB LPDDR4 | 512 MB RAM, 128 MB VRAM |
| Almacenamiento             | Interno: 2 GB (1,5 GB usable) NAND flash | Interno: 2 GB (1,5 GB usable) NAND flash | Interno: 2 GB (1,5 GB usable) NAND flash | eMMC de 32 GB | Interno: 1 GB de memoria flash interna (PCH-2000) |
| Almacenamiento             | Externo: - 32 GB tarjetas SD (3DS ) - 32 GB tarjetas SD/SDHC (3DS XL) Tarjeta SD de 2 - 4 GB incluida en la caja | 32 GB tarjetas SD/SDHC (2DS) Tarjeta SD de 2 - 4 GB incluida en la caja | 32 GB tarjetas microSD/microSDHC (New 3DS, New 3DS XL, New 2DS XL) Tarjeta SD de 2 - 4 GB incluida en la caja | 2 TB de tarjetas microSD / HC / XC *No incluye almacenamiento externo | Externo: - 64 GB tarjetas de memoria memory stick |
| Pantalla                   | pantalla superior: - 3d esteroscopico (3D) LCD (3DS, 3DS XL, New 3DS, New 3DS XL) - 2D LCD pantalla táctil resistiva (2DS, New 2DS XL) - tamaño de pantalla: - 3DS: 3.53 pulgadas (90 mm) - 3DS XL: 4.88 pulgadas (124 mm) - 2DS: 3.53 pulgadas (90 mm) - New 3DS: pulgadas (99 mm) - New 3DS XL: 4.88 pulgadas (124 mm) - New 2DS XL: 4.88 pulgadas (124 mm) - resolución - 3DS/3DS XL/New 3DS/New 3DS XL: 800 × 240 px (400 × 240 px en modo 3D) - 2DS/New 2DS XL: 400 × 240 px pantalla inferior - 2D LCD pantalla táctil resistiva - tamaño de pantalla - 3DS: 3.02 in (77 mm) - 3DS XL: 4.18 in (106 mm) - 2DS: 3.02 in (77 mm) - New 3DS: 3.33 in (85 mm) - New 3DS XL: 4.18 in (106 mm) - New 2DS XL: 4.18 in (106 mm) - 320 × 240 px QVGA | pantalla superior: - 3d esteroscopico (3D) LCD (3DS, 3DS XL, New 3DS, New 3DS XL) - 2D LCD pantalla táctil resistiva (2DS, New 2DS XL) - tamaño de pantalla: - 3DS: 3.53 pulgadas (90 mm) - 3DS XL: 4.88 pulgadas (124 mm) - 2DS: 3.53 pulgadas (90 mm) - New 3DS: pulgadas (99 mm) - New 3DS XL: 4.88 pulgadas (124 mm) - New 2DS XL: 4.88 pulgadas (124 mm) - resolución - 3DS/3DS XL/New 3DS/New 3DS XL: 800 × 240 px (400 × 240 px en modo 3D) - 2DS/New 2DS XL: 400 × 240 px pantalla inferior - 2D LCD pantalla táctil resistiva - tamaño de pantalla - 3DS: 3.02 in (77 mm) - 3DS XL: 4.18 in (106 mm) - 2DS: 3.02 in (77 mm) - New 3DS: 3.33 in (85 mm) - New 3DS XL: 4.18 in (106 mm) - New 2DS XL: 4.18 in (106 mm) - 320 × 240 px QVGA | pantalla superior: - 3d esteroscopico (3D) LCD (3DS, 3DS XL, New 3DS, New 3DS XL) - 2D LCD pantalla táctil resistiva (2DS, New 2DS XL) - tamaño de pantalla: - 3DS: 3.53 pulgadas (90 mm) - 3DS XL: 4.88 pulgadas (124 mm) - 2DS: 3.53 pulgadas (90 mm) - New 3DS: pulgadas (99 mm) - New 3DS XL: 4.88 pulgadas (124 mm) - New 2DS XL: 4.88 pulgadas (124 mm) - resolución - 3DS/3DS XL/New 3DS/New 3DS XL: 800 × 240 px (400 × 240 px en modo 3D) - 2DS/New 2DS XL: 400 × 240 px pantalla inferior - 2D LCD pantalla táctil resistiva - tamaño de pantalla - 3DS: 3.02 in (77 mm) - 3DS XL: 4.18 in (106 mm) - 2DS: 3.02 in (77 mm) - New 3DS: 3.33 in (85 mm) - New 3DS XL: 4.18 in (106 mm) - New 2DS XL: 4.18 in (106 mm) - 320 × 240 px QVGA | - LCD 2D - 5,5 pulgadas (140 mm) - 1280 × 720 píxeles Aproximadamente 16,77 millones de colores | Resolución: 960 x 544 pixeles~220ppp Pantalla táctil: OLED Táctil~8Puntos, 16 millones de colores. Tamaño de la pantalla: formato 16/9 de 5 pulgadas |
| Audio                      | - Sonido stéreo ( 2) (con soporte pseudo-round) - Minijack | Sonido monoaural ( 1) | - Sonido stéreo ( 2) (con soporte pseudo-round) - Minijack | - Sonido stéreo (2) - Minijack | - estéreo ( 2) - Minijack |
| 3D estereoscópico          | Sí * 3DS * 3DSXl | No * 2DS | Sí * NEW 3DS * NEW 3DS XL No * NEW 2DS (mejorado) | No | No |
| Touchpad trasero incluido  | No | No | No | No | Sí |
| Batería                    | - Nintendo 3DS: batería de iones de litio 1300 mAh - Modo 3DS: 3 – 5 horas - Modo DS: 5 – 8 horas - Nintendo 3DS XL: batería de iones de litio de 1750 mAh - Modo 3DS: 3.5 – 6.5 horas - Modo DS: 6 – 10 horas | - Nintendo 2DS: batería de iones de litio de 1300 mAh - Modo 3DS: 3.5 – 5.5 horas - Modo DS: 6 – 9 horas | - New Nintendo 3DS: batería de iones de litio de 1400 mAh - Modo 3DS: 3.5 – 6 horas - Modo DS: 6.5-10.5 horas - New Nintendo 3DS XL: batería de iones de litio de 1750 mAh - Modo 3DS: 3.5 – 7 horas - Modo DS: 7 – 12 horas - New Nintendo 2DS XL: batería de iones de litio de 1300 mAh - Modo 3DS: 3.5 – 5.5 horas - Modo DS: 6 – 9 horas | Batería de iones de litio de 3570 mAh 3 - 7 horas | - PCH-1000: batería de iones de litio de 2200 mAh - Juegos: 3 – 5 horas - Reproducción de video: 5 horas - Música: 9 horas - PCH-2000: batería de iones de litio de 2210 mAh - Juegos: 4 – 6 horas - Reproducción de video: 6 horas - Música: 10 horas         |
| Batería                    | Determinado por el brillo de la pantalla máximo, Wi-Fi, volumen de sonido y 3D activo (Modelos 3DS solamente) | Determinado por el brillo de la pantalla máximo, Wi-Fi, volumen de sonido y 3D activo (Modelos 3DS solamente) | Determinado por el brillo de la pantalla máximo, Wi-Fi, volumen de sonido y 3D activo (Modelos 3DS solamente) | Determinado por el brillo de la pantalla, Wi-Fi y el volumen del sonido | Determinado por el brillo de la pantalla máximo, Wi-Fi, volumen de sonido y 3G activo (modelo 3G ) |
| cámara                     | - 1 selfie cámara - 2 exterior orientado para 3D 0.3 MP (cámara con Sensores resolución VGA) | - 1 selfie cámara - 2 exterior orientado para 3D 0.3 MP (cámara con Sensores resolución VGA) | - 1 selfie cámara - 2 exterior orientado para 3D 0.3 MP (cámara con Sensores resolución VGA) | No | Sensores de cámara selfie y exterior de 0.3 MP (VGA) |
| Conectividad               | - Integrado 802.11b/g Wi-Fi - Puerto infrarrojos - StreetPass | - Integrado 802.11b/g Wi-Fi - Puerto infrarrojos - StreetPass | - Integrado 802.11b/g Wi-Fi - Puerto infrarrojos - StreetPass - NFC | - integrado 802.11a / b / g / n / ac @ 2.4, 5 GHz - bluetooth 4.1 - NFC para Amiibo | - Integrado 802.11 b/g/n Wi-Fi - 3G (opcional) - Bluetooth 2.1+EDR - GPRS |
| Conexión de consola        | wii/wiiu | wii/wiiu | wii/wiiu | No | PlayStation 3 / PlayStation 4 |
| Interfaz                   | - Botón deslizante (2 con Circle Pad Pro) - D-pad - Pantalla 3D: LCD autoestereoscopia. (superior) - Pantalla táctil: LCD. (inferior) - Acelerómetro y giroscopio - Deslizador de volumen - Regulador 3D - Activador de Wi-Fi - Cámara 2D frontal y cámaras 3D traseras. - Micrófono - 10 botones (X, Y, A, B, L, R (ZL y ZR con Circle Pad Pro), Start, Select, Home, Power) | - Botón deslizante (2 con Circle Pad Pro) - D-pad - Pantalla 3D: LCD autoestereoscopia. (superior) - Pantalla táctil: LCD. (inferior) - Acelerómetro y giroscopio - Deslizador de volumen - Regulador 3D - Activador de Wi-Fi - Cámara 2D frontal y cámaras 3D traseras. - Micrófono - 10 botones (X, Y, A, B, L, R (ZL y ZR con Circle Pad Pro), Start, Select, Home, Power) | - Botón deslizante (2 con Circle Pad Pro) - D-pad - Pantalla 3D: LCD autoestereoscopia. (superior) - Pantalla táctil: LCD. (inferior) - Acelerómetro y giroscopio - Deslizador de volumen - Regulador 3D - Activador de Wi-Fi - Cámara 2D frontal y cámaras 3D traseras. - Micrófono - 10 botones (X, Y, A, B, L, R (ZL y ZR con Circle Pad Pro), Start, Select, Home, Power) | - 2 C stick - D-pad - Pantalla táctil capacitiva - Acelerómetro de 3 ejes y giroscopio de 3 ejes - Regulador giratorio de volumen - 13 botones (X, Y, A, B, L, ZL, R, ZR, +, -, START, SHARE, POWER) | - 2 × sticks analógicos - D-pad - Capacitive OLED 16:9 Pantalla táctil - Parte trasera touchpad - Sixaxis Sensor - Brújula electrónica de tres ejes - 2 × cámaras (Frente y atrás) - Micrófono - 12 × botones (, , L, R, Start, Select, Home, Volume ±, Power) |
| Cámara                     | Una cámara interna de una resolución de 640 x 480 pixeles. 2 cámaras externas de una resolución de 640 x 480 pixeles (0,3 megapixeles) que permiten tomar fotos en 3D. Las 3 cámaras (interna y externas tiene una resolución de 0,3 megapixeles (640 x 480). | Una cámara interna de una resolución de 640 x 480 pixeles. 2 cámaras externas de una resolución de 640 x 480 pixeles (0,3 megapixeles) que permiten tomar fotos en 3D. Las 3 cámaras (interna y externas tiene una resolución de 0,3 megapixeles (640 x 480). | Una cámara interna de una resolución de 640 x 480 pixeles. 2 cámaras externas de una resolución de 640 x 480 pixeles (0,3 megapixeles) que permiten tomar fotos en 3D. Las 3 cámaras (interna y externas tiene una resolución de 0,3 megapixeles (640 x 480). | No | 2 cámaras (Frente y atrás) 640×480 (VGA) @ 60 Hz / (320×240 (QVGA) @ 120 Hz; 0.3MP |
| Bloqueo regional           | Sí | Sí | Sí | No | No |
| Servicios en línea         | Nintendo Network - Nintendo eShop (cerrado) - Nintendo Video (cerrado) - Spot Pass - StreetPass - StreetPass Mii Plaza ( jugadores locales y en línea se reunieron) - pasacartas ( Nintendo Letter Box en Región PAL) (cerrado) - Internet - Netflix - Hulu Plus(cerrado) - Youtube (cerrado) - Miiverse (gracias a una actualización) (cerrado) | Nintendo Network - Nintendo eShop (cerrado) - Nintendo Video (cerrado) - Spot Pass - StreetPass - StreetPass Mii Plaza ( jugadores locales y en línea se reunieron) - pasacartas ( Nintendo Letter Box en Región PAL) (cerrado) - Internet - Netflix - Hulu Plus(cerrado) - Youtube (cerrado) - Miiverse (gracias a una actualización) (cerrado) | Nintendo Network - Nintendo eShop (cerrado) - Nintendo Video (cerrado) - Spot Pass - StreetPass - StreetPass Mii Plaza ( jugadores locales y en línea se reunieron) - pasacartas ( Nintendo Letter Box en Región PAL) (cerrado) - Internet - Netflix - Hulu Plus(cerrado) - Youtube (cerrado) - Miiverse (gracias a una actualización) (cerrado) | Nintendo Switch Online - Nintendo eShop - YouTube - crunchyroll | - PlayStation Network - Uso a distancia PS3 - Enlace Ps4 - Internet - Netflix - Hulu Plus - Youtube - Google Maps - Skype - Livetweet - Facebook - PlayStation Video - PlayStation Music - PlayStation Mobile                                                  |
| Servicios en línea         | Descarga / instalación completa del juego y actualizaciones automáticas en segundo plano a través de SpotPass | Descarga / instalación completa del juego y actualizaciones automáticas en segundo plano a través de SpotPass | Descarga / instalación completa del juego y actualizaciones automáticas en segundo plano a través de SpotPass | Descarga/instalación completa del juego y actualizaciones automáticas en segundo plano | Descarga / instalación completa del juego en segundo plano |
| Servicios en línea         | Gratis | Gratis | Gratis | Nintendo Switch Online para multijugador en línea, excepto para títulos gratuitos | Gratis |
| Aplicaciones preinstaladas | - Modo descarga (DS y 3DS) - Cámara de Nintendo 3DS (Foto + Grabación y edición de video) - Nintendo 3DS Sound - Nintendo eShop - Registro de actividad - Cuaderno de juego - Lista de amigos - Notificaciones - Navegador de Internet - Juegos RA - Atrapacaras - Editor de Mii - Plaza Mii de StreetPass - Información de salud y seguridad - Mii Maker - Nintendo Video - Nintendo Zone - Configuración del sistema Aplicaciones multitarea - Notas del juego - Lista de amigos - Notificaciones - Navegador de internet - Miiverso | - Modo descarga (DS y 3DS) - Cámara de Nintendo 3DS (Foto + Grabación y edición de video) - Nintendo 3DS Sound - Nintendo eShop - Registro de actividad - Cuaderno de juego - Lista de amigos - Notificaciones - Navegador de Internet - Juegos RA - Atrapacaras - Editor de Mii - Plaza Mii de StreetPass - Información de salud y seguridad - Mii Maker - Nintendo Video - Nintendo Zone - Configuración del sistema Aplicaciones multitarea - Notas del juego - Lista de amigos - Notificaciones - Navegador de internet - Miiverso | - Modo descarga (DS y 3DS) - Cámara de Nintendo 3DS (Foto + Grabación y edición de video) - Nintendo 3DS Sound - Nintendo eShop - Registro de actividad - Cuaderno de juego - Lista de amigos - Notificaciones - Navegador de Internet - Juegos RA - Atrapacaras - Editor de Mii - Plaza Mii de StreetPass - Información de salud y seguridad - Mii Maker - Nintendo Video - Nintendo Zone - Configuración del sistema Aplicaciones multitarea - Notas del juego - Lista de amigos - Notificaciones - Navegador de internet - Miiverso | - Nintendo eShop | - Explorador de Internet - Amigos - Música - Vídeos - Trofeos - Fotos - Mensajes Grupales - Welcome Park - Near - Party - Activity - PlayStation Store - Netflix                                                                                               |
| retrocompatiblilidad       | | Hardware:Nintendo DS / Nintendo DSi descargable - DSiWare - Consola virtual - Arcade de consola virtual ( 3D Clásic solamente) (solo algunos juegos) - Game Boy ( solo algunos juegos) - Game Boy Color ( solo algunos juegos) - Game Boy Advance ( Solo embajadores ) (solo algunos juegos) - Sega Game Gear ( solo algunos juegos) - Nintendo Entertainment System ( solo algunos juegos) - Sega Master System ( SEGA 3D Classics solamente) (solo algunos juegos) - Sega Genesis ( SEGA 3D Classics solamente) (solo algunos juegos) | - Consola virtual - Arcade de consola virtual ( 3D Clásic solamente) (solo algunos juegos) - Game Boy ( solo algunos juegos) - Game Boy Color ( solo algunos juegos) - Game Boy Advance ( solo algunos juegos) - Nintendo Entertainment System ( solo algunos juegos) - Sega Genesis ( solo algunos juegos) - Super Nintendo ( solo algunos juegos) | Nintendo eShop - Arcade (solo algunos juegos) Nintendo Switch Online - Game Boy ( solo algunos juegos) - Game Boy Color ( solo algunos juegos) - Nintendo Entertainment System ( solo algunos juegos) - Super Nintendo ( solo algunos juegos) 'Nintendo Switch Online Expansion Pack' - Sega Genesis ( solo algunos juegos) - Nintendo 64 ( solo algunos juegos) - Game Boy Advance ( solo algunos juegos) | descargable - PlayStation Portable ( solo algunos juegos) - PlayStation ( solo algunos juegos) - PlayStation 2 ( solo algunos juegos) - Neo Geo AES ( solo algunos juegos) - PC-Engine ( Japón y América del Norte solamente) (solo algunos juegos)            |
| Videojuego más vendido     | - Anexo:Videojuegos más vendidos de la Nintendo 3DS - Mario Kart 7 - 18,26 Millones | - Anexo:Videojuegos más vendidos de la Nintendo 3DS - Mario Kart 7 - 18,26 Millones | - Anexo:Videojuegos más vendidos de la Nintendo 3DS - Mario Kart 7 - 18,26 Millones | - juegos más vendidos Nintendo Switch - Mario Kart 8 Deluxe, 45,33 millones de unidades (al 31 de marzo de 2022) | - Anexo:Videojuegos más vendidos de la PlayStation Vita - Minecraft: PlayStation Vita Edition - 3,08 Millones |
| Lista de juegos            | Lista de juegos de Nintendo 3DS | Lista de juegos de Nintendo 3DS | Lista de juegos de Nintendo 3DS | Lista de juegos de Nintendo Switch(Solo se pueden jugar juegos compatibles con el modo portáti) | Lista de juegos de PlayStation Vita |
| OS                         | Nintendo 3DS system software | Nintendo 3DS system software | Nintendo 3DS system software | Nintendo Switch system software | PlayStation Vita system software |

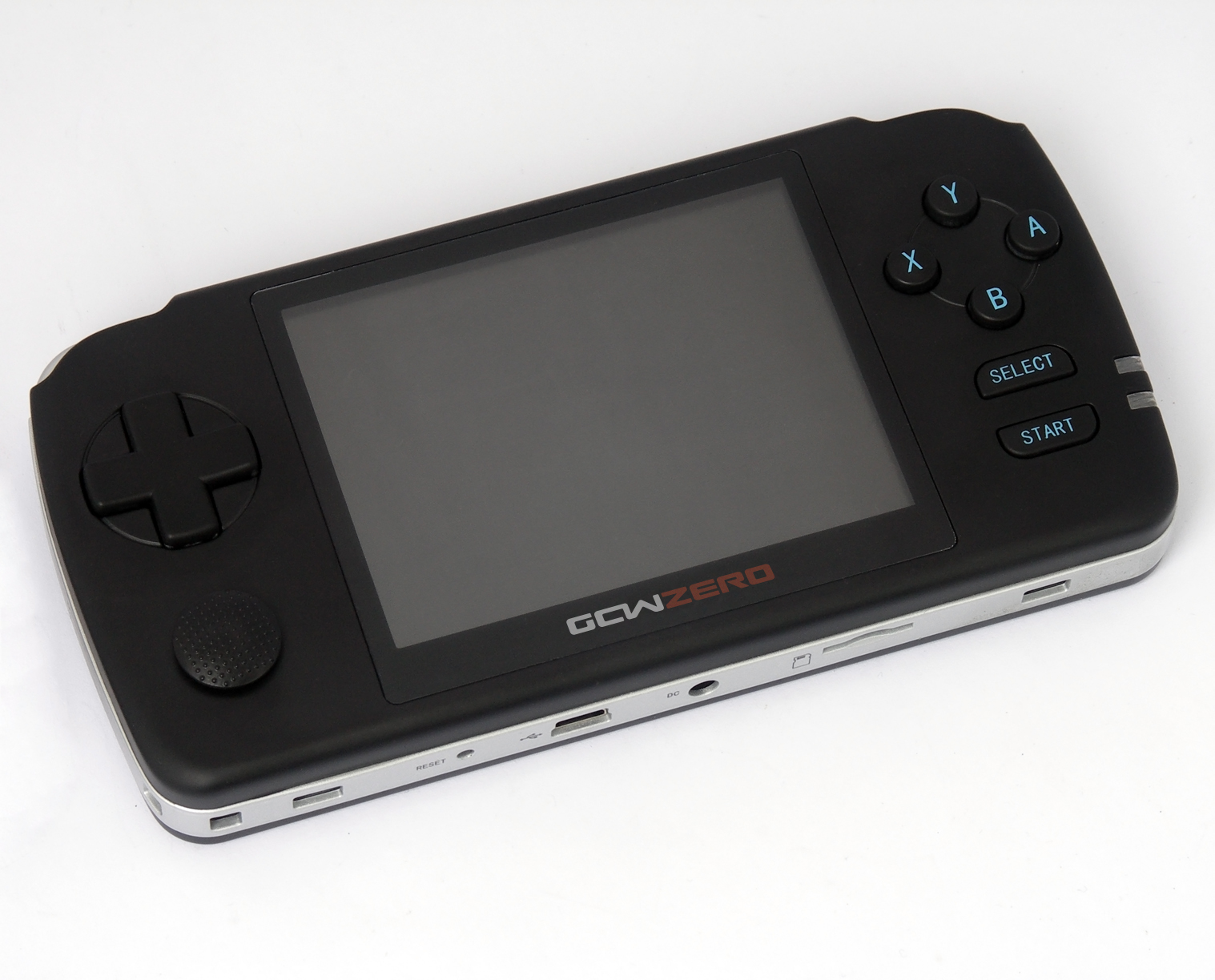
GCW Zero
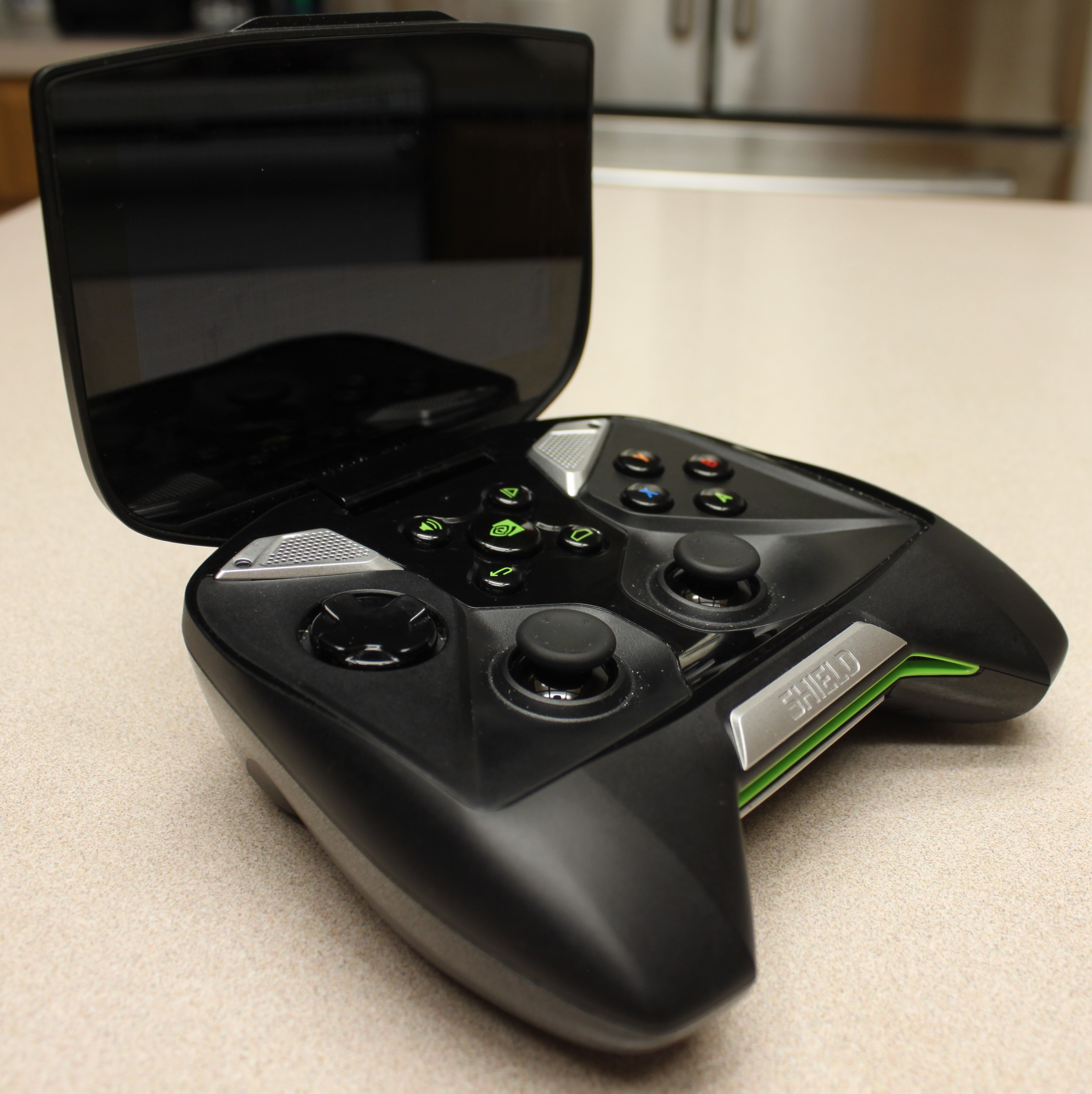
Nvidia Shield
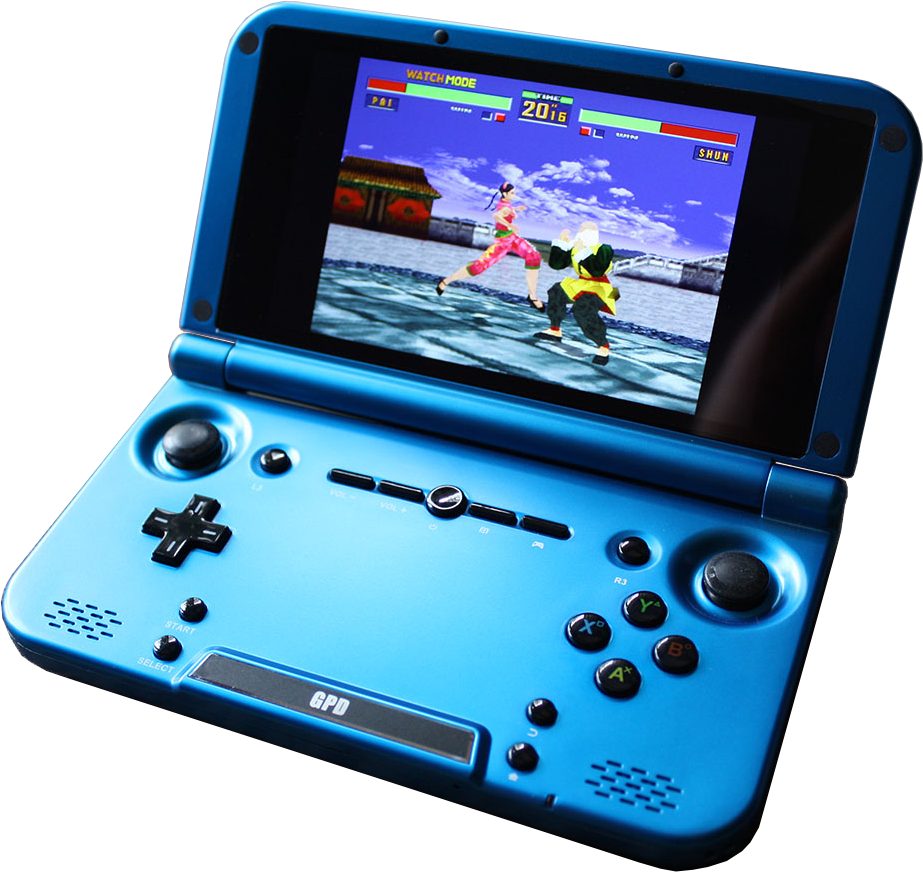
GPD XD
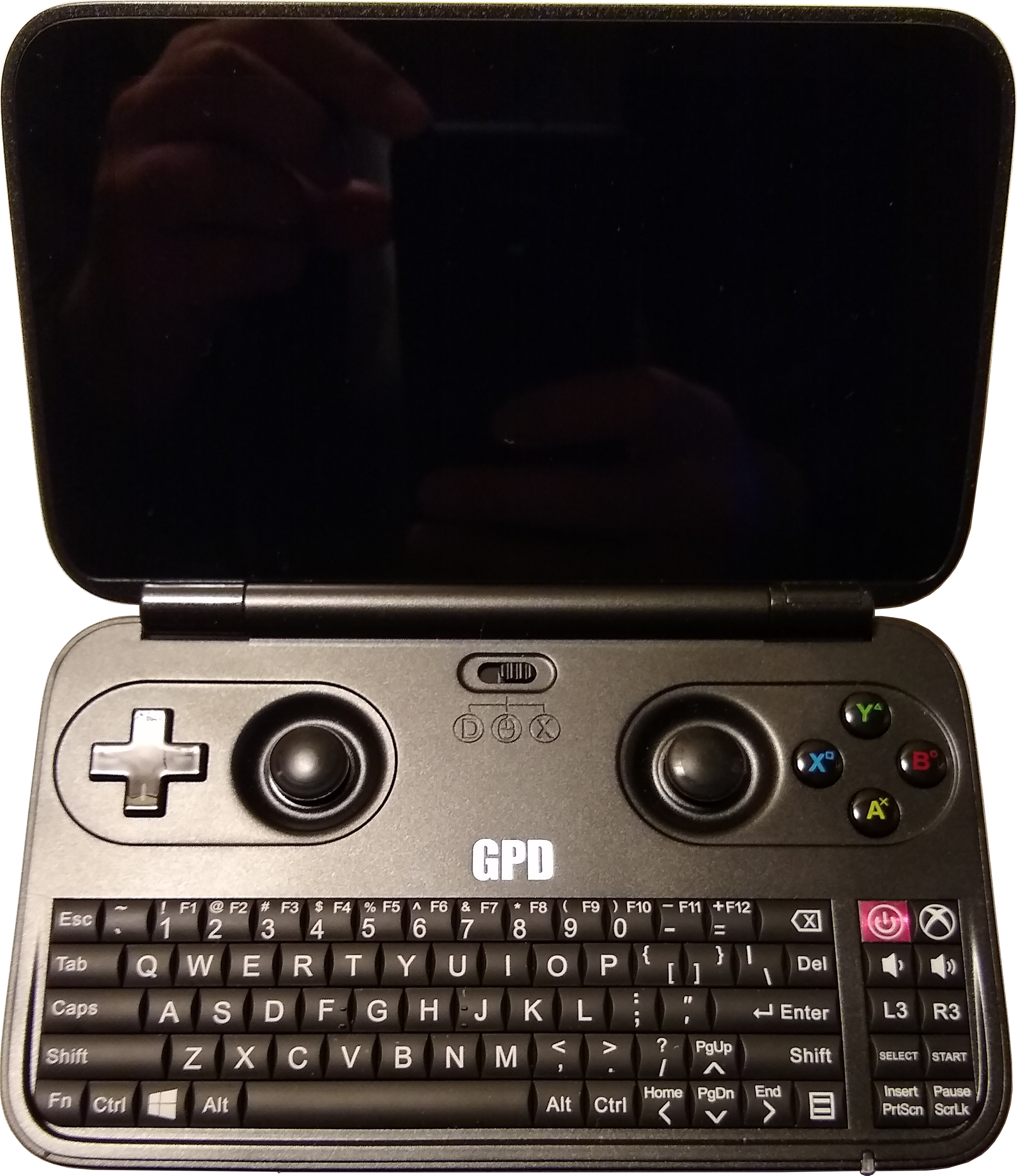
GPD Win

## Consolas híbridas

### Nintendo Switch

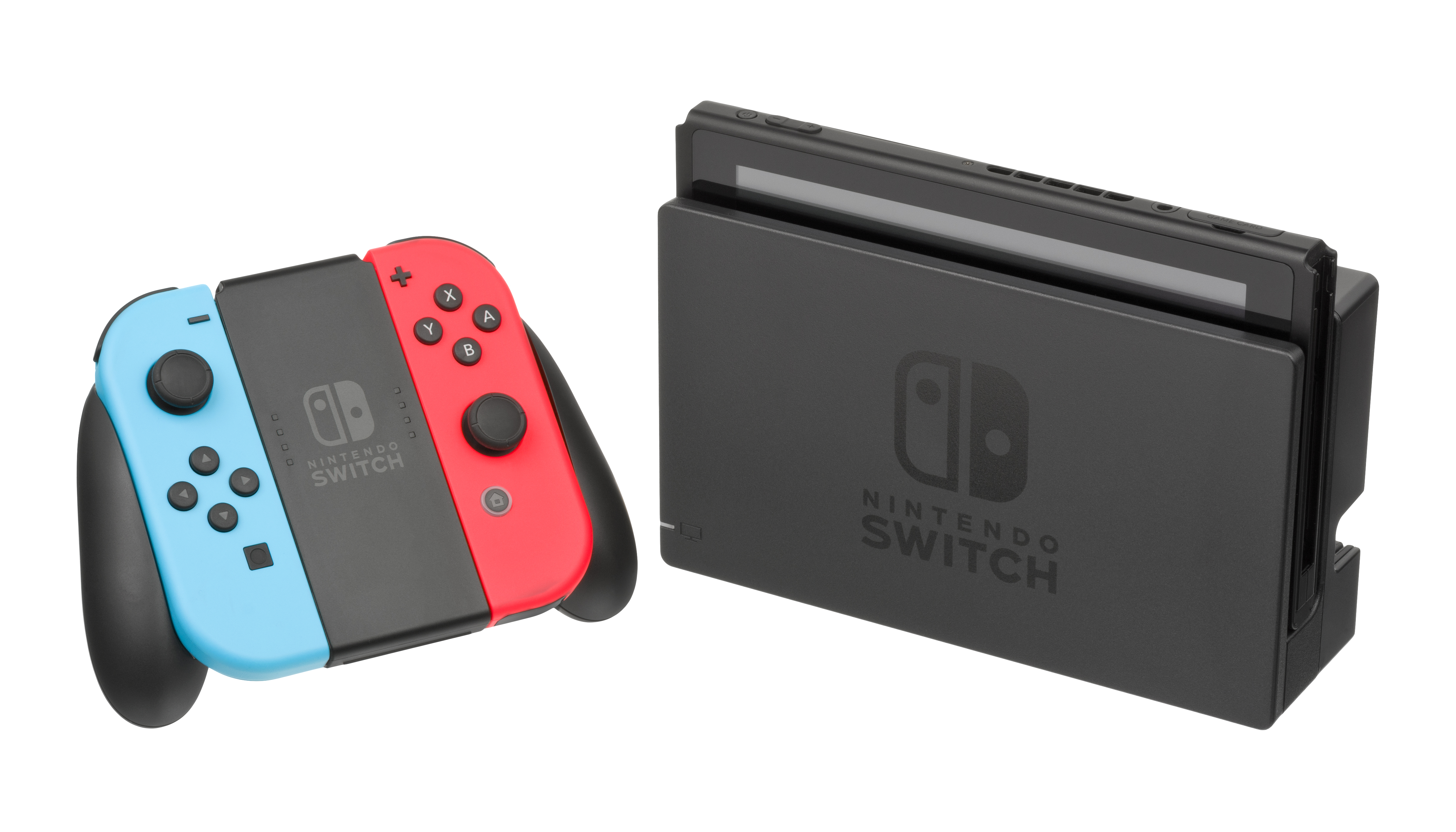
Nintendo Switch

Nintendo sufrió en 2014 una de las peores pérdidas económicas de su historia actual, atribuidas a las pocas ventas de hardware contra la industria de los móviles. Anteriormente, la compañía se mostraba hostil contra este mercado, puesto que el entonces presidente Satoru Iwata decía que "Nintendo tendría que cerrar" y perder su identidad si intentaban entrar en él. Tres años antes al anuncio de la Switch, Iwata, Tatsumi Kimishima (entonces, director), Genyo Takeda (asesor de tecnología) y Shigeru Miyamoto (entonces, ejecutivo sénior) diseñaron una estrategia para revitalizar el modelo de industria de Nintendo, y esto incluía entrar en el mercado de los móviles, crear nuevo software y "maximizar su propiedad intelectual" Poco antes de su muerte, Iwata hizo una alianza de mercado con la proveedora de servicios para móviles japonesa DeNA para desarrollar aplicaciones de móviles basadas en las primeras marcas de Nintendo, creyendo que esta aproximación no pondría en un compromiso su integridad. Después de la muerte de Iwata en julio de 2015, Kimishima fue nombrado presidente de Nintendo, mientras que Miyamoto recibió el nombre de asesor creativo.
Kimishima dijo que mientras Nintendo pensaba sobre qué nueva máquina querían producir, ellos "no solo querían un sucesor" para la Nintendo 3DS o la Wii U, sino que se preguntaron "¿qué tipo de nueva experiencia podemos crear?". En una entrevista en el diario japonés Asahi Shimbun, Kimishima dijo que la Switch estaba diseñada para ofrecer una "nueva manera de jugar" que tendría "un impacto superior al de la Wii U". El presidente de Nintendo of America, Reggie Fils-Aime, enfatizó en la recepción de la consola como un dispositivo que provee a los jugadores la opción de jugar en casa o en cualquier lugar, y aseguró que esto animaría a los desarrolladores a crear nuevos tipos de juegos. El nombre de "Switch" (lit. "cambiar") fue escogido no solo para referirse a la habilidad de la consola de intercambiar el modo de portátil al de sobremesa, sino a "la idea de tener un 'interruptor' que cambia la manera en que la gente hace su entretenimiento en su vida diaria". Una parte clave de la publicidad de la Switch es que tiene que ser "clara como el agua a la hora de comunicar qué es el producto y qué puede hacer", según Fils-Aime, para evitar problemas parecidos a los que tuvieron con la Wii U. Mientras la Wii U estaba diseñada como una consola de sobremesa, la carencia de claridad de Nintendo sobre el tema trajo a la confusión general sobre que la consola era más bien un Gamepad, solapando las otras funciones que Nintendo añadió con la Wii U como el juego con dos pantallas. Al contrario, para la Switch, Fils-Aime ha dicho que la compañía ha sido "muy agresiva y claramente comunicando la propuesta que es una consola de sobremesa que puedes llevarte allá donde quieras".
El desarrollo de la Switch continuó la estrategia del océano azul de Nintendo para el competitivo mercado de las consolas. En vez de probar a competir función por función con las ofertas de Microsoft y Sony, Fils-Aime dijo que el objetivo de Nintendo para la Switch era "crear productos y experiencias que son únicas y que realmente no pueden ser copiadas por nuestros competidores". Según Miyamoto, el desarrollo de la Switch en Nintendo estuvo dirigido por trabajadores jóvenes, con él diciendo que "es como si ellos hubieran sacado adelante y diseñado este sistema". Miyamoto no estuvo directamente involucrado, lo que le permitió tener más tiempo para desarrollar otros programas que se estaban creando en el mismo momento, como Super Mario Run.
La Nintendo Switch es una videoconsola híbrida, con el sistema principal basado en la consola Switch, la base de la Switch y los mandos Joy-Con. A pesar de tratarse de una consola híbrida, Fils-Aime ha dicho que la Switch es en esencia "una consola de sobremesa que te puedes llevar a donde quieras".
Fils-Aime ha asegurado que la 3DS, su consola portátil actual, "tiene una larga vida por delante", y que esta y la Switch están destinadas a coexistir según el punto de vista de Nintendo. Mientras Nintendo no considera la Switch como sucesora de la Wii U, oficialmente no se enviarán más unidades aparte de las programadas hasta marzo de 2017 después de la fecha mencionada.
Además, Nintendo anunció que The Legend of Zelda: Breath of the Wild, que será un título de lanzamiento para la Switch, será el último juego desarrollado por Nintendo que saldrá para Wii U. Nintendo anticipa vender dos millones de consolas Nintendo Switch al final del primer mes de la consola, y que tendrá suficientes unidades para alcanzar la demanda, a diferencia de lo que pasó con la NES Mini a finales de 2016. Nintendo no quiere vender la consola a un precio inferior al de la fabricación, como hicieron con la 3DS y la Wii U en sus lanzamientos respectivos.
La Switch se vende dentro de un paquete que tiene un precio recomendado de 329,99 €, ¥29 980 (Japón), $299,99 (EE. UU.), £279,99 (Reino Unido) o AU$469,95 (Australia). El paquete incluye la consola Switch, la base, dos Joy-Con (izquierdo y derecho), dos correas para los Joy-Con, la carcasa, un adaptador de corriente y un cable HDMI. Fils-Aime ha dicho que la compañía ha intentado mantener el precio del paquete a 300 dólares en los Estados Unidos y que cualquier accesorio o juego adicional haría aumentar el precio a un nivel que desinteresaría a los consumidores y perjudicaría a las ventas.
| Nombre                                  | Nombre                                  | Nintendo Switch | Nintendo Switch OLED |
| Logo                                    | Logo                                    | | |
| --------------------------------------- | --------------------------------------- | --- | --- |
| Fabricante                              | Fabricante                              | Nintendo | Nintendo |
| Imagen                                  |                                         | | |
| Nombre del producto                     |                                         | HAC-001 | HEG-001 |
| Fechas de lanzamiento                   | WW: 3 de marzo de 2017                  | WW: 3 de marzo de 2017 | WW: 8 de octubre de 2021 |
| Precios de lanzamiento                  | 'USA'                                   | 320$ (equivalente a 372$ actualmente) | 392 |
| Precios de lanzamiento                  | 'EUR'                                   | € 469.95 | € 349 |
| Precios de lanzamiento                  | 'UK'                                    | £ 279.99 (equivalente a £ 3133 actualmente) | £ 309.99 (equivalente a £310 actualmente) |
| Precios de lanzamiento                  | 'AUS'                                   | Aus$ 540.00 | |
| Precios de lanzamiento                  | 'JP'                                    | ¥ 29,980 | ¥ 52,500 |
| Ventas                                  | hardware                                | 114,33 millones (todos los modelos), 95.01 millones (swich oled) (al 30 de septiembre de 2022) | 114,33 millones (todos los modelos), 95.01 millones (swich oled) (al 30 de septiembre de 2022) |
| Ventas                                  | software                                | Mario Kart 8 Deluxe, 48,41 millones (al 30 de septiembre de 2022) | Mario Kart 8 Deluxe, 48,41 millones (al 30 de septiembre de 2022) |
| Ventas                                  | software                                | Lista de videojuegos más vendidos de Nintendo Switch | |
| almacenamiento                          | almacenamiento                          | Nintendo Switch game card (1-64 GB) | Nintendo Switch game card (1-64 GB) |
| CPU                                     | Tipo                                    | Quad-core ARM Cortex-A57 | quad-core ARM Cortex-A53 |
| CPU                                     | ISA                                     | ARMv8-A | ARMv8-A |
| CPU                                     | Velocidad de Reloj                      | 1.02 GHz | 1.02 GHz |
| CPU                                     | Caché L1                                | 576 kB | 576 kB |
| CPU                                     | Caché L2                                | 2,5 MB | 2,5 MB |
| CPU                                     | Proceso                                 | 20 nm | 16 nm |
| GPU                                     | Tipo                                    | Nvidia GM20B Maxwell-based | Nvidia GM20B Maxwell-based |
| GPU                                     | Velocidad de Reloj                      | 307.2-768 MHz | 307.2-768 MHz |
| GPU                                     | Procesadores Stream                     | 256 | 256 |
| GPU                                     | TFLOP/s                                 | 0.157-0.393 | 0.157-0.393 |
| GPU                                     | TMUs                                    | 16 | 16 |
| GPU                                     | Tasa de Texturas                        | 4.9-12.3 GTexel / s | 4.9-12.3 GTexel / s |
| GPU                                     | ROPs                                    | 16 | 16 |
| GPU                                     | Tasa de Píxeles                         | 4.9-12.3 GPixel / s | 4.9-12.3 GPixel / s |
| GPU                                     | Unidades de Cómputo                     | 2 | 2 |
| GPU                                     | Proceso                                 | 20 nm | 20 nm |
| Memoria                                 | Principal                               | 4 GB LPDDR4 SDRAM | 4 GB LPDDR4 SDRAM |
| Memoria                                 | Velocidad de Reloj                      | 1600 MHz (3200 MHz efectivo) | 1700 MHz (6800 MHz efectivo) |
| Memoria                                 | Ancho de Banda                          | 25,6 GB/s | 25,6 GB/s |
| Memoria                                 | Reservado                               | 1 GB | 1 GB |
| Almacenamiento                          | Interno                                 | 32GB eMMC NAND flash memory (no reemplazable) | 64GB eMMC NAND flash memory (no reemplazable) |
| Almacenamiento                          | Externo                                 | Soporte de memorias de hasta 2 TB: - microSD - microSDHC - microSDXC | Soporte de memorias de hasta 2 TB: - microSD - microSDHC - microSDXC |
| Almacenamiento                          | Instalación                             | Los juegos descargados se pueden instalar en la memoria interna o en la tarjeta SD | Los juegos descargados se pueden instalar en la memoria interna o en la tarjeta SD |
| Red                                     | Inalámbrica                             | 802.11 a/b/g/n/ac Wi-Fi @GHz 2.4 y 5.0 | 802.11 a/b/g/n/ac Wi-Fi @GHz 2.4 y 5.0 |
| Red                                     | Cableado                                | Ethernet usb | Gigabit Ethernet |
| Dimensiones                             | Dimensiones                             | Suela de colocación plana: - Ancho: 102 mm (4.0 in) - Altura: 13,9 mm (0,55 in) - Longitud: 203,1 mm (8,00 in) (Consola solamente) 239 mm (9.4 in) (Joy-Con adjunto) (debe estar orientado verticalmente) | Suela de colocación plana: - Ancho: 102 mm (4.0 in) - Altura: 13,9 mm (0,55 in) - Longitud: 203,1 mm (8,00 in) (Consola solamente) 239 mm (9.4 in) (Joy-Con adjunto) (debe estar orientado verticalmente) |
| Peso                                    | Peso                                    | - 0.297 kg (0.65 lb) (Consola solamente) - 0.398 kg (0.88 lb) (Joy-Con adjunto) | - 0.319 kg (0.70 lb) (Consola solamente) - 0.420 kg (0.93 lb) (Joy-Con adjunto) |
| energía                                 | energía                                 | 4.310 mAh, 3.7 V batería de iones de litio Max. 39 W (fuente de alimentación externa) | 4.310 mAh, 3.7 V batería de iones de litio Max. 39 W (fuente de alimentación externa) |
| Accesorios incluidos                    | Accesorios incluidos                    | - Dos Joy-Con controladores (L y R) - Dos correas Joy-Con - Joy-Con Grip - Interruptor de base - Cable HDMI                                                                                               | - Dos Joy-Con controladores (L y R) - Dos correas Joy-Con - Joy-Con Grip - Interruptor de base - Cable HDMI                                                                                               |
| Video                                   | Video                                   | 720p (modo portátil) - 6.2 pulgadas, 1280 × 720p pantalla LCD @ 237 ppi 1080p, 720p y 480p (modo sobremesa) - Salida HDMI 1.4b                                                                            | 720p (modo portátil) - 7 pulgadas, 1280 × 720p pantalla OLED @ 210 ppi 4K 2160p, 1080p, 720p y 480p (modo sobremesa) - Salida HDMI 2.0a                                                                   |
| Audio                                   | Audio                                   | - 5.1 LPCM salida a través de HDMI - Altavoces estéreo en consola - Salida estéreo a través de conector de 3.5 mm en la consola                                                                           | - 5.1 LPCM salida a través de HDMI - Altavoces estéreo en consola - Salida estéreo a través de conector de 3.5 mm en la consola                                                                           |
| periféricos                             | periféricos                             | - Bluetooth 4.1 - HDMI (1 puerto en el dock) - 1 USB 3.0 (en el dock) - 2 USB 2.0 (en el dock) - 1 USB-C (en la consola) - Comunicación de campo cercano (NFC )                                           | - Bluetooth 4.1 - HDMI (1 puerto en el muelle) - 1 puerto LAN (en el dock) - 1 USB 3.0 (en el dock) - 2 USB 2.0 (en el dock) - 1 USB-C (en la consola) - Comunicación de campo cercano (NFC )             |
| Control                                 | Control                                 | - Joy-Con (hasta 8) - Control Nintendo Switch Pro (hasta 8) - Control Nintendo GameCube (desde la versión 4.0, se requiere adaptador)                                                                     | - Joy-Con (hasta 8) - Control Nintendo Switch Pro (hasta 8) - Control Nintendo GameCube (desde la versión 4.0, se requiere adaptador)                                                                     |
| imagen                                  |                                         | | |
| Capacidad táctil                        | Capacidad táctil                        | La consola incluye multitáctil pantalla táctil capacitiva | La consola incluye multitáctil pantalla táctil capacitiva |
| Servicios en línea                      | Network                                 | Nintendo Switch Online - Nintendo eShop | Nintendo Switch Online - Nintendo eShop |
| Servicios en línea                      | Descargas                               | Descargas actualizaciones automáticas en segundo plano | Descargas actualizaciones automáticas en segundo plano |
| Servicios en línea                      | Subscricion                             | Nintendo Switch Online suscripción requerida para el modo multijugador en línea, excepto para títulos gratuitos                                                                                           | Nintendo Switch Online suscripción requerida para el modo multijugador en línea, excepto para títulos gratuitos                                                                                           |
| Juego DVR                               | Imagen                                  | Capturas de pantalla con integración de Facebook y Twitter | Capturas de pantalla con integración de Facebook y Twitter |
| Juego DVR                               | video                                   | Hasta 30 segundos de juego con la integración de Facebook y Twitter. | Hasta 30 segundos de juego con la integración de Facebook y Twitter. |
| Juego DVR                               | transmisión                             | gratis | gratis |
| Bloqueo regional                        | Bloqueo regional                        | Sin restricciones | Sin restricciones |
| Lista de juegos                         | Lista de juegos                         | Lista de juegos de Nintendo Switch | Lista de juegos de Nintendo Switch |
| Compatibilidad con versiones anteriores | Compatibilidad con versiones anteriores | nintendo swich online | nintendo swich online |
| Software del sistema                    | OS                                      | Software del sistema Nintendo Switch | Software del sistema Nintendo Switch |
| Software del sistema                    | actualizaciones                         | Las actualizaciones automáticas se pueden habilitar activando Actualizaciones automáticas de software en la Configuración del sistema                                                                     | Las actualizaciones automáticas se pueden habilitar activando Actualizaciones automáticas de software en la Configuración del sistema                                                                     |

## Otros sistemas

### Microconsolas

#### Ouya

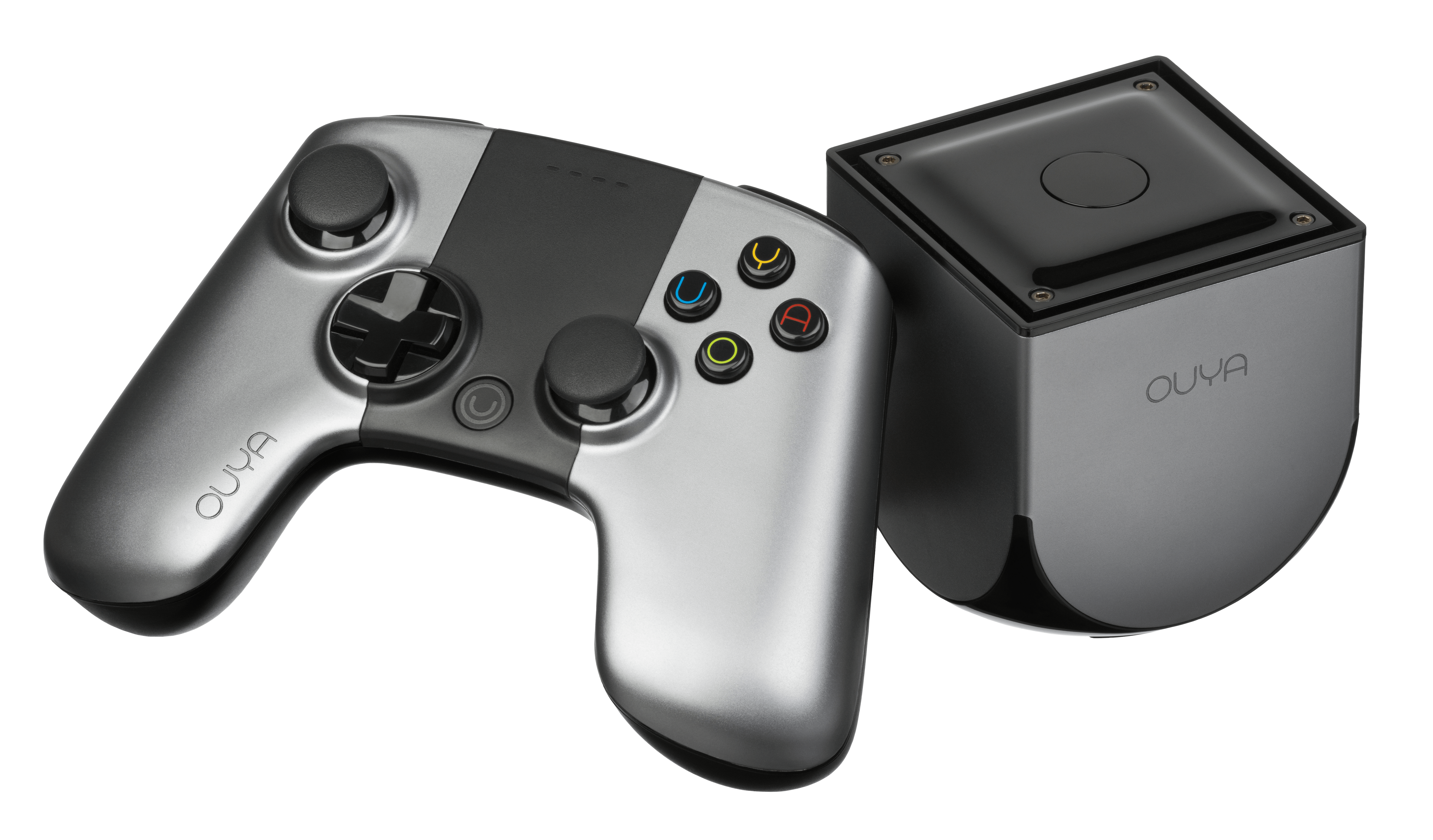
Set completo de la Ouya

Ouya (pronunciado UUU-yah) es una videoconsola de código abierto que funciona con el sistema operativo Android 4.1 (Jelly Bean), pensado tanto para juegos de teléfonos móviles/tabletas y juegos de la propia consola. Julie Uhrman es la persona que fundó el proyecto, Julie trajo al diseñador Yves Behar para que trabajase en la empresa.

#### Steam Machine

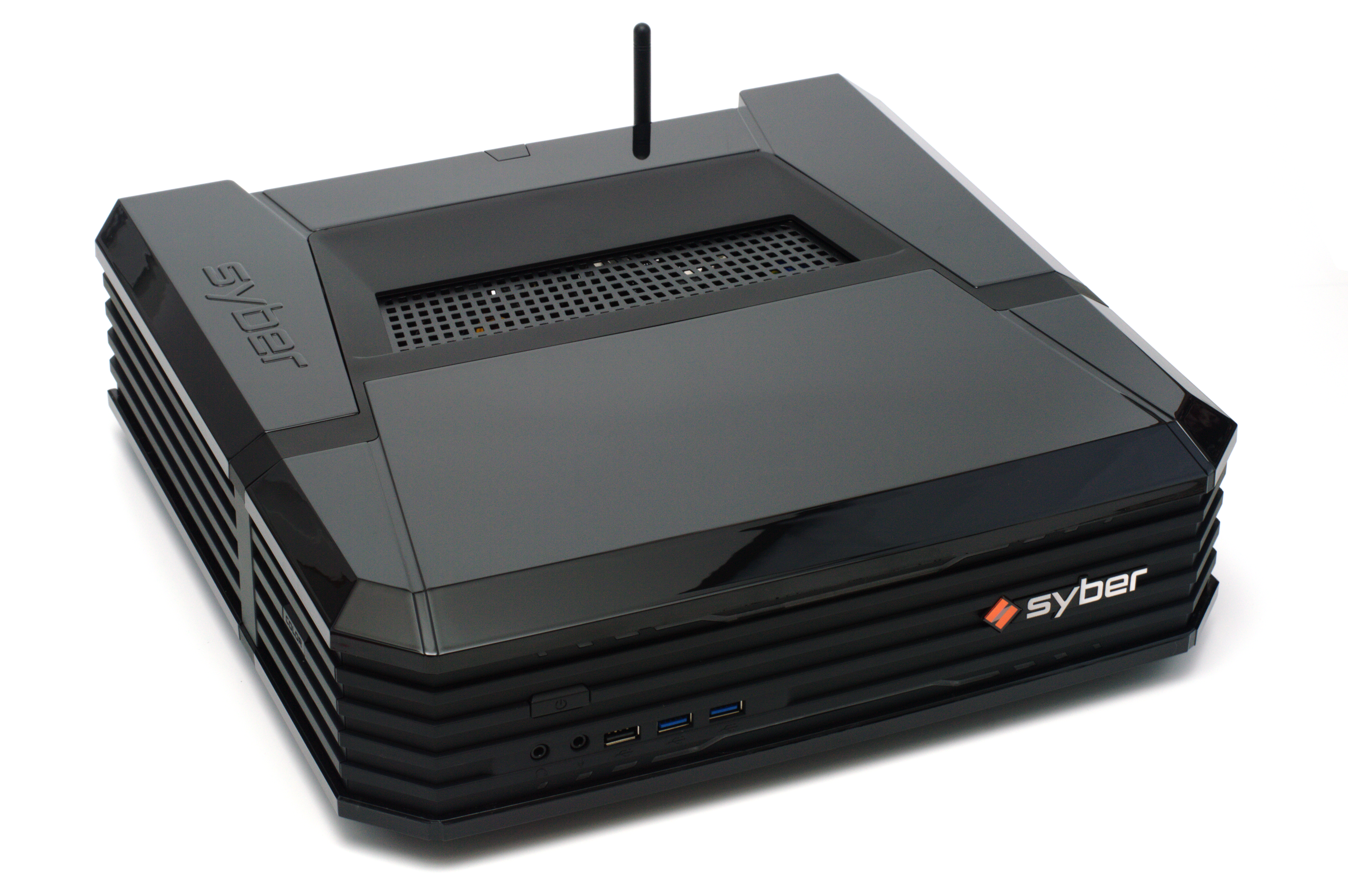
CyberPower Syber Steam Machine.

Steam Machines es un combinación entre videoconsola y ordenador personal que fueron manufacturadas y distribuidas en 2015 por diferentes distribuidores, basadas en las especificaciones trazadas por Valve Corporation. Las consolas ejecutarán SteamOS, un sistema operativo de código abierto basado en Debian GNU/Linux, hecho para juegos y otros entretenimientos, y capaz de ejecutar cientos de juegos actualmente en el catálogo Steam, así como los próximos títulos de desarrolladores AAA. Los dispositivos serán libres de modificar. La línea de Steam Machines prefabricadas tendrán una amplia gama de hardware, lo que permite optimizar la potencia, tamaño, precio y otras características. Valve también está desarrollando un control táctil con interfaz háptica, destinado a proveer a los jugadores con un nivel de precisión similar al ratón y el teclado utilizados en muchos juegos de PC, así como proporcionar la funcionalidad de un controlador de una consola común.